# Robert Sherbrooke
El contraalmirall Robert St Vincent Sherbrooke VC CB DSO DL (8 de gener de 1901 - 13 de juny de 1972) va ser un oficial superior de la Royal Navy i va rebre la Creu Victòria, la màxima condecoració per valentia davant l'enemic que es pot atorgar a les forces britàniques i de la Commonwealth.

## Biografia

### Primers anys
Nascut a Oxton, un poble de Nottinghamshire, Robert Sherbrooke era fill de Henry Graham Sherbrooke, comandant de la Royal Navy, i Flora Maude Francklin. Després d'estudiar al Royal Naval College, Osborne, a Osborne i al Britannia Royal Naval College, Sherbrooke va esdevenir guardiamarina de la Royal Navy el gener de 1917 i va servir durant la Primera Guerra Mundial a bord del cuirassat HMS Canada. Ascendit a tinent el 15 d'abril de 1921, tinent comandant el 15 d'abril de 1929 i comandant el 31 de desembre de 1935, mentre servia a bord del portaavions HMS Courageous. Sherbrooke va passar gran part del període d'entreguerres embarcat en cuirassats i creuers de la Flota Atlàntica i la Flota Mediterrània; a l'octubre de 1936 va obtenir el seu primer comandament, el del destructor HMS Vanoc. El 1929 es va casar amb Rosemary Neville, amb qui va tenir dues filles
Després d'assistir a cursos d'oficials d'estat major al Royal Naval College de Greenwich entre gener de 1938 i abril de 1939, Sherbrooke va tornar al mar el juliol de 1939 com a comandant del destructor HMS Wakeful, adscrit a la Home Fleet.

### Segona Guerra Mundial
Amb l'esclat de la Segona Guerra Mundial, Sherbrooke va rebre el comandament del destructor HMS Afridi el gener de 1940 i després, l'abril següent, del destructor HMS Cossack. Al comandament d'aquesta darrera unitat, el Sherbrooke va participar el 13 d'abril de 1940 a la segona batalla naval de Narvik durant els enfrontaments de la campanya de Noruega: el Cossack va estar molt involucrat en la batalla, enfrontant-se a curta distància als destructors alemanys atrinxerats al port de Narvik i a les bateries d'artilleria posicionades a terra, patint diversos danys a causa dels impactes rebuts; Per les seves accions a Narvik, Sherbrooke va ser guardonat amb l'orde del Servei Distingit. Després de comandar el destructor HMS Matabele entre novembre de 1940 i febrer de 1941, a partir de juliol de 1941 Sherbrooke va ocupar tasques a la base naval de Freetown, a Sierra Leone, i també va comandar el destructor HMS Philoctetes, amb base allà, entre febrer i agost de 1942.
Ascendit a capità el 30 de juny de 1942, Sherbrooke va ser nomenat oficial comandant de la 17a Flotilla de Destructors el 28 de novembre, amb la seva insignia al destructor HMS Onslow, i després va ser assignat a escortar combois àrtics des del Regne Unit fins als ports del nord de Rússia. El 25 de desembre de 1942, Sherbrooke i la seva flotilla van ser assignats com a escorta directa del comboi mercant JW 51B, que va salpar del llac Ewe amb destinació a Múrmansk a través del mar de Noruega; el 31 de desembre de 1947, quan el comboi passava al nord del Cap Nord, les forces navals de superfície alemanyes van llançar un atac intens, iniciant la batalla del Mar de Barents. Els alemanys podien comptar amb el foc intens del creuer pesant Admiral Hipper, però el Sherbrooke va respondre amb decisió a l'atac: després de protegir els mercants amb una cortina de fum, l'oficial va avançar amb els seus destructors en un intent de distreure els alemanys i llançar un atac amb torpedes. L'Onslow, que liderava la formació de destructors britànics, aviat va ser objectiu dels canons pesants del Hipper, rebent diversos impactes i patint danys i baixes a bord: un obús va impactar al pont, ferint greument el mateix Sherbrooke, que va perdre l'ús d'un ull, però malgrat això el capità va continuar liderant l'acció i va rebutjar qualsevol assistència mèdica fins que el comandament de la flotilla va passar a l'oficial més veterà, el tinent comandant D.C. Kinloch, embarcat al destructor HMS Obedient. Les accions de Sherbrooke van ser importants per protegir el comboi i guanyar temps als britànics per portar unitats d'escorta distants, cosa que va infligir pèrdues als alemanys fins que es van retirar; per les seves accions de comandament durant la batalla, Sherbrooke va ser posteriorment guardonat amb la Creu Victòria, el màxim honor militar de la Commonwealth
Sherbrooke va continuar comandant la 17a Flotilla fins al febrer de 1943; després d'un període de descans, va ser nomenat comandant de la base naval HMS Condor a Arbroath, Escòcia, de juny a desembre de 1943, però després d'això no va ocupar cap altre càrrec fins a la conclusió de les hostilitats.

### El període de postguerra
De l'agost de 1945 al maig de 1946, Sherbrooke va comandar el creuer lleuger HMS Aurora, i després va ocupar tasques d'estat major a l'Almirallat entre 1946 i 1948; ascendit a comodor el 29 de novembre de 1948, va servir com a comandant de la base de la Fleet Air Arm a Lee-on-the-Solent, Hampshire (HMS Daedalus) fins al maig de 1949. Després d'un període de jubilació, Sherbrooke va ser ascendit a contraalmirall el 7 de juliol de 1951 i, a partir del novembre d'aquell any, va servir com a oficial al comandament de les forces navals britàniques a l'Alemanya ocupada i com a representant naval del Regne Unit davant la Comissió de Control Aliada.
Després de retirar-se del servei actiu a la Royal Navy el maig de 1953, Sherbrooke va ser guardonat amb l'honor de Company de l'orde del Bany l'1 de juny d'aquell any. Després va ocupar diversos càrrecs administratius i cerimonials al seu comtat natal de Nottinghamshire, com ara Alt xèrif (1958), jutge de pau (1960), tinent adjunt (1964) i després Lord Lieutenant (1968); entre 1964 i 1968 també va ser secretari de l'Orde del Bany.
Sherbrooke va morir el 13 de juny de 1972, als 71 anys, al seu poble natal; Les seves restes estan enterrades al cementiri de l'església de Sant Pere i Sant Pau, a Oxton.

## La Creu Victòria
Sherbrooke tenia 41 anys i era capità de la Royal Navy durant la Segona Guerra Mundial quan va tenir lloc la següent gesta durant la batalla del Mar de Barents per la qual va ser guardonat amb la Creu Victòria.
| « | El capità Sherbrooke, al H.M.S. Onslow, era l'oficial superior al comandament dels destructors que escortaven un important comboi JW 51B amb destinació al nord de Rússia. El matí del 31 de desembre [1942], davant del Cap Nord, va entrar en contacte amb una força enemiga molt superior [liderada pel creuer pesat Hipper i el cuirassat de butxaca Lützow ] que intentava destruir el comboi. El capità Sherbrooke va dirigir els seus destructors a l'atac i va tancar l'enemic. Quatre vegades l'enemic va intentar atacar el comboi, però es va veure obligat cada vegada a retirar-se darrere d'una cortina de fum per evitar l'amenaça de torpedes, i cada vegada el capità Sherbrooke el va perseguir i el va empènyer fora de l'abast dels canons del comboi i cap a les nostres forces de cobertura. Aquests enfrontaments van durar unes dues hores, però després dels primers quaranta minuts el HMS Onslow va ser impactat i el capità Sherbrooke va resultar greument ferit a la cara i va perdre temporalment l'ús d'un ull. No obstant això, va continuar dirigint els vaixells sota el seu comandament fins que nous impactes al seu propi vaixell el van obligar a desconnectar, però no fins que va estar satisfet que el següent oficial superior havia assumit el control. Va ser només llavors que va acceptar abandonar el pont per rebre atenció mèdica, i fins que el comboi va estar fora de perill va insistir a rebre tots els informes de l'acció. El seu coratge, la seva fortalesa i les seves decisions serenes i ràpides van inspirar tothom al seu voltant. Gràcies al seu lideratge i exemple, el comboi es va salvar dels danys i va ser portat sa i estalvi al seu destí. | » |

Les accions de Sherbrooke –i el fracàs dels vaixells alemanys a l'hora de neutralitzar el comboi malgrat la seva força superior– van ser fonamentals per a l'ordre de Hitler de posar fi a l'ús de la flota de superfície de la Kriegsmarine a principis de 1943.

## Dates de promoció
Guardiamarina – 01/01/1917
 Sotstinent
 Tinent – 15/04/1921
 Tinent Comandant – 15/04/1929
 Comandant – 3112/1935
 Capità – 30/061942
 Comodor – 29/11/1948
 Contraalmirall – 07/07/1951

## Condecoracions
Creu Victòria – 12 de gener de 1943
 Company de l'orde del Bany – 1 de juny de 1953
 Company de l'orde del Servei Distingit – 28 de juny de 1940
 Estrella de 1914
 Medalla Britànica de la Guerra 1914-20
 Medalla de la Victòria 1914-1918
 Estrella de 1939-45
 Estrella de l'Atlàntic
 Estrella de l'Àrtic
 Medalla de la Guerra 1939-1945
 Creu de la Llibertat del rei Kaakon VII (Noruega) – 15 d'abril de 1943